# 市村卓彦
市村 卓彦（いちむら たくひこ、1944年 - 2020年）は、日本の精神分析学者、フランス・アルザス地方史家、龍谷大学名誉教授。専攻はフランス哲学、フロイト＝ラカン精神分析。

## 来歴
名古屋市生まれ。1967年南山大学文学部仏文科卒、1975年同大学院博士課程満期退学、龍谷大学文学部教授。2013年退任、名誉教授。

## 著書
『アルザス文化史』人文書院 2002

### 翻訳
- カトリーヌ・クレマン『ジャック・ラカンの生涯と伝説』佐々木孝次共訳 青土社 1983
- ジャック・ラカン『ディスクール』佐々木孝次共訳 弘文堂 1985
- パメラ・タイテル『ラカンと文学批評』荻本芳信共訳 せりか書房 1987
- マックス・ミルネール『フロイトと文学解釈 道具としての精神分析』ユニテ 1989